# Tell Me You Love Me (album)
Pour les articles homonymes, voir Tell Me You Love Me.
Albums de Demi Lovato
Confident
(2015) Dancing with the Devil... the Art of Starting Over
(2021)
Singles
1. Sorry Not Sorry
Sortie : 11 juillet 2017
2. Tell Me You Love Me (en)
Sortie : 14 novembre 2017

Tell Me You Love Me est le sixième album studio de la chanteuse américaine Demi Lovato sorti le 29 septembre 2017.

## Promotion

### Singles
Le premier single extrait de cet album, Sorry Not Sorry, sort le 11 juillet 2017. Son clip vidéo est réalisé par Hannah Lux Davis (en). Plusieurs célébrités font une apparition dans celui-ci, dont Paris Hilton, Jamie Foxx et Wiz Khalifa.
Le clip vidéo du single Tell Me You Love Me (en), réalisé par Mark Pellington, est publié sur le web le 1er décembre 2017. Il met en scène Demi Lovato et l'acteur américain Jesse Williams.

### Tournée
Le Tell Me You Love Me World Tour (en) commence le 26 février 2018. La première partie des vingt concerts d'Amérique du Nord est assurée par DJ Khaled et Kehlani. En mai et juin 2018, Demi Lovato donne des concerts en Europe dans le cadre de cette tournée avec Jax Jones et Joy (en) en première partie,.

## Liste des pistes
| Édition standard | Édition standard                    | Édition standard                                                                                   | Édition standard                                           | Édition standard | Édition standard | Édition standard | Édition standard | Édition standard | Édition standard |
| No               | Titre                               | Auteur                                                                                             | Producteur                                                 | Durée            |                  |                  |                  |                  |                  |
| ---------------- | ----------------------------------- | -------------------------------------------------------------------------------------------------- | ---------------------------------------------------------- | ---------------- | ---------------- | ---------------- | ---------------- | ---------------- | ---------------- |
| 1.               | Sorry Not Sorry                     | - Demi Lovato - Warren Felder - Sean Douglas (en) - Trevor Brown - William Zaire Simmons           | - Oak Felder (en) - Trevor Brown - Zaire Koalo             | 3:23             |                  |                  |                  |                  |                  |
| 2.               | Tell Me You Love Me (en)            | - John Hill (en) - Kirby Lauryen - Ajay Bhattacharya (en)                                          | - John Hill - Stint - Mitch Allan - Scott Robinson         | 3:56             |                  |                  |                  |                  |                  |
| 3.               | Sexy Dirty Love (en)                | - Demi Lovato - Warren Felder - Trevor Brown - William Zaire Simmons                               | - Oak Felder - Trevor Brown - Zaire Koalo                  | 3:33             |                  |                  |                  |                  |                  |
| 4.               | You Don't Do It for Me Anymore (en) | - Demi Lovato - Jonas Jeberg (en) - Chloe Angelides (en) - Ashlyn Wilson - James « Gladius » Wong  | - Jonas Jeberg - Anton Kuhl - Mitch Allan - Scott Robinson | 3:17             |                  |                  |                  |                  |                  |
| 5.               | Daddy Issues                        | - Demi Lovato - Warren Felder - William Zaire Simmons - Sean Douglas                               | - Oak Felder - Zaire Koalo                                 | 3:09             |                  |                  |                  |                  |                  |
| 6.               | Ruin the Friendship                 | - Demi Lovato - Ido Zmishlany (en) - Brittany Amaradio - Chloe Angelides                           | Ido Zmishlany                                              | 3:53             |                  |                  |                  |                  |                  |
| 7.               | Only Forever                        | - Demi Lovato - Warren Felder - Sean Douglas - Ilsey Juber (en) - Toby Gad                         | Oak Felder                                                 | 3:17             |                  |                  |                  |                  |                  |
| 8.               | Lonely (feat. Lil Wayne)            | - Dijon McFarlane - Dwayne Carter - Sarah Aarons (en)                                              | - DJ Mustard - Mitch Allan - Scott Robinson                | 4:41             |                  |                  |                  |                  |                  |
| 9.               | Cry Baby                            | - Demi Lovato - Taylor Parks - Chloe Angelides - Noonie Bao - Jamie Sanderson (en) - Kevin Hissink | - Sermstyle (en) - Kevin Hissink - Tayla Parks             | 3:42             |                  |                  |                  |                  |                  |
| 10.              | Games                               | - Demi Lovato - Warren Felder - Trevor Brown - William Zaire Simmons - Sean Douglas                | - Oak Felder - Trevor Brown - Zaire Koalo                  | 3:08             |                  |                  |                  |                  |                  |
| 11.              | Concentrate                         | - Demi Lovato - Dayyon Alexander - Jimmy Burney - Jeff Shum - Adam Tressler                        | - Rush Hr. - Mitch Allan - Scott Robinson                  | 3:17             |                  |                  |                  |                  |                  |
| 12.              | Hitchhiker                          | - Demi Lovato - Dayyon Alexander - Jimmy Burney - Winston Howard - Jeff Shum - Adam Tressler       | - Rush Hr. - Mitch Allan - Scott Robinson                  | 3:43             |                  |                  |                  |                  |                  |
| 42:59            |                                     | |                                                            |                  |                  |                  |                  |                  |                  |

## Classements
| Classement (2017)                  | Meilleure position |
| ---------------------------------- | ------------------ |
| Allemagne (Media Control AG)       | 32                 |
| Australie (ARIA)                   | 8                  |
| Autriche (Ö3 Austria Top 40)       | 29                 |
| Belgique (Flandre Ultratop)        | 10                 |
| Belgique (Wallonie Ultratop)       | 27                 |
| Canada (Canadian Albums)           | 4                  |
| Danemark (Tracklisten)             | 26                 |
| Écosse (OCC)                       | 6                  |
| Espagne (Promusicae)               | 4                  |
| États-Unis (Billboard 200)         | 3                  |
| Finlande (Suomen virallinen lista) | 20                 |
| France (SNEP)                      | 63                 |
| Grèce (IFPI Greece)                | 17                 |
| Irlande (IRMA)                     | 7                  |
| Italie (FIMI)                      | 12                 |
| Mexique (Amprofon)                 | 2                  |
| Norvège (VG-lista)                 | 13                 |
| Nouvelle-Zélande (RIANZ)           | 6                  |
| Pays-Bas (Mega Album Top 100)      | 10                 |
| Pologne (ZPAV)                     | 32                 |
| Portugal (AFP)                     | 28                 |
| Tchéquie (IFPI)                    | 16                 |
| Royaume-Uni (UK Albums Chart)      | 5                  |
| Slovaquie (IFPI)                   | 10                 |
| Suède (Sverigetopplistan)          | 13                 |
| Suisse (Schweizer Hitparade)       | 32                 |
| Suisse (Charts Romandie)           | 31                 |